# Peter Island (Aleuten)
Peter Island ist eine kleine unbewohnte Insel der Fox Islands, die zu den Aleuten gehören. Das Eiland liegt in der Anderson Bay von Unalaska.